# Wilmer Crisanto
Wilmer Crisanto Casildo (La Ceiba, 24 giugno 1989) è un calciatore honduregno, difensore del Motagua.

## Carriera

### Club
Il 21 agosto 2013 ha segnato il suo primo gol in carriera nella CONCACAF Champions League, in una partita persa in casa per 3-2 contro i messicani del Tijuana.

### Nazionale
Ha partecipato ai Mondiali Under-20 del 2009.
Il 18 ottobre 2010 fa il suo esordio in nazionale in un'amichevole persa per 2-0 contro Panama; l'11 marzo 2012 effettua la sua seconda presenza in Nazionale, questa volta contro l'Ecuador.
Il 26 luglio 2012 esordisce ai Giochi Olimpici di Londra nella partita pareggiata per 2-2 contro il Marocco; complessivamente nei Giochi scende in campo in tre occasioni, tutte da titolare, senza mai segnare.

## Palmarès

### Club

#### Competizioni nazionali
- Campionato honduregno: 5

Motagua: 2014-2015 Apertura, 2016-2017 Apertura, 2016-2017 Clausura, 2018-2019 Apertura, 2018-2019 Clausura